# Syracuse (Programm)
Syracuse (SYstème de RAdioCommunication Utilisant un SatellitE; Deutsch: Satellitengestütztes Funkkommunikationssystem) ist der Name eines von der französischen Raumfahrtagentur CNES betriebenen Programms für militärische Kommunikationssatelliten.

## Satelliten
Von 1980 bis 2005 wurden neun geostationäre Satelliten mit den Namen Syracuse I und Telecom 1A, 1B, 1C, 2A, 2B, 2C, 2D und Syracuse IIIA in den Weltraum transportiert. Das Startgewicht steigerte sich von 0,7 t bei Syracuse I auf 3,72 t bei Syracuse IIIA.
Die Syracuse-III-Satelliten basieren auf der Spacebus-4000-B3-Satellitenplattform und werden von Alcatel Alenia Space produziert.
Am 12. August 2006 startete um 00:15 Uhr MESZ von Centre Spatial Guyanais in Kourou, Französisch-Guayana, ein weiterer Satellit der Serie mit Namen Syracuse IIIB an der Spitze einer Ariane-5-Trägerrakete in den Weltraum. Er hat ein Gewicht von 3750 Kilogramm und einen Wert von ca. 2,3 Mrd. Euro. Er besitzt neun SHF- und sechs EHF-Kanäle und kann mit bis zu 600 Bodenstationen zwischen dem Osten der USA und den Osten Chinas gleichzeitig kommunizieren. Er wurde auf 5 Grad West stationiert und ist für eine Lebensdauer von 12 Jahren ausgelegt.